# 艾德
艾德（Amt Kirchspielslandgemeinden Eider），是德国石勒苏益格－荷尔斯泰因州迪特马尔申县的一个市镇联合体。该联合体得名于艾德河。

## 辖区
| 1. 巴尔肯霍尔姆 2. 贝格沃尔登 3. 代尔施泰特 4. 代尔沃 5. 德普灵 6. 费德林根 7. 高斯霍恩 8. 格吕辛 9. 格罗芬 10. 黑默 11. 亨施泰特 12. 霍灵施泰特 | 1. 赫沃德 2. 卡罗利嫩科格 3. 克莱沃 4. 克伦珀尔 5. 莱厄 6. 林登 7. 伦登 8. 诺德海施泰特 9. 帕伦 10. 雷姆-弗莱德-巴尔根 11. 圣安嫩 | 1. 沙尔克霍尔茨 2. 施利希廷 3. 叙德尔多夫 4. 南海施泰特 5. 泰灵施泰特 6. 蒂伦黑默 7. 瓦伦 8. 韦尔姆比特尔 9. 西博斯特尔 10. 维默施泰特 11. 弗罗姆 |